# 热情似火 (1994年电影)
《热情似火》（英語：A Burning Passion: The Margaret Mitchell Story）是一部1994年的传记电视电影，由賴瑞·皮爾斯执导。这部电影讲述了普利策奖获奖小说家玛格丽特·米切尔的早年生活，她因出版《飄》而声名鹊起。
影片受到了评论家的好评，特别是孟菲斯出生的莎能·多爾蒂的南方口音受到了赞扬。

## 剧情
玛格丽特成长为一个像她母亲梅·贝尔一样受人尊敬的南方女士。她想成为一名作家，但她的女权主义母亲坚持让她成为一名女医生。梅·贝尔对女儿施加了很大的压力，迫使她在一切事情上都做到最好。这导致玛格丽特永远无法满足她的母亲。她长成一位年轻女士后，所有的男孩都想和她在一起，但玛格丽特只对来自纽约一个好家庭的克利福德·韦斯特·亨利有兴趣。
他们坠入爱河，但克利福德被军队派往法国，遭到德国轰炸后受伤。玛格丽特被她的母亲送到史密斯學院学习医学。她讨厌这个，只想着回到克利福德身边。当她接到电话说他在法国的一家医院去世时，她感到崩溃。一个月后，她的母亲在1918年流感大流行中去世。玛格丽特回家。
她选择留在家里照顾她的父亲，并在亚特兰大社会中找到自己的位置。她想要获得亚特兰大少年联盟的正式会员资格。然而，她用一种感性的舞蹈震惊了所有人，于是她被拒绝了。雷德·厄普肖和约翰·马什注意到了玛格丽特，立即被她吸引。起初她对赚钱靠走私酒類的花花公子雷德不太印象深刻。然而，他们的不喜欢很快变成了爱情，他们一起享受爵士時代的狂野生活。
当他们的订婚宣布时，玛格丽特的家人明确表示他们反对。两人仍决定结婚，但他们的婚姻从一开始就麻烦不断。雷德决定辞职，所以玛格丽特申请了一份报纸工作来赚钱。她被聘为采访者，但并没有给她的老板留下深刻印象。获得更多经验后，她成为了一名备受尊敬的记者。
雷德去德克萨斯州，玛格丽特决定留下来专注于她的事业。他七个月后回来，认为她和约翰有外遇。他们吵架，雷德最后殴打了玛格丽特。第二天，约翰给了雷德钱让他离开镇子，永远不要回来。他给了玛格丽特一把枪来保护自己，以防雷德回来。玛格丽特和约翰很快开始了一段关系，于1925年结婚。
这时，玛格丽特正在写她的第一部小说《飘》。出版时，取得了巨大的成功。她的名声和金钱对她的婚姻没有多大帮助，她很快就与约翰疏远了。雷德在她最不期待时来访，争吵后重新和解。雷德说他很快就要结婚了。片尾字幕说雷德不久后自杀了，玛格丽特在1949年被一名鲁莽的司机撞死。

## 制作
多爾蒂被选为主角，为了尽可能真实地扮演这个角色，她阅读了关于这位作家的每一本书，并观看了1939年的电影《乱世佳人》。这部电影于1994年8月至9月在北卡罗来纳州威尔明顿拍摄。这部电影在《乱世佳人》的续集《斯佳丽》首映几天前发行。